# Chibok
Chibok es un área de gobierno local del estado de Borno, Nigeria. Sus cuarteles generales se encuentran en la ciudad de Chibok. Su superficie es de 1,350 km² y su población es de 66,105 según el censo de 2006.
Chibok es principalmente un pueblo cristiano. El código postal del área es 601.
En 2014, más de 200 estudiantes de Chibok fueron secuestradas por el grupo islámico Boko Haram.